# Hồ Phong
Hồ Phong (tiếng Trung: 胡風, 1902 - 1985) là bút hiệu của một ký giả, học giả, thi sĩ, văn sĩ Trung Hoa.

## Tiểu sử
Hồ Phong còn có các bút danh Cốc Phi (谷非), Cao Hoang (高荒), Trương Quả Đẳng (張果等). Nguyên danh của ông là Trương Quang Nhân (張光人), sinh ngày 2 tháng 11 năm 1902 tại huyện Kỳ Xuân, tỉnh Hồ Bắc. Nhà Trương vốn rất nghèo nên mãi đến năm 11 tuổi thì cậu bé Quang Nhân mới được cho đi học.
Hồ Phong trải qua quãng đời sinh viên tại các trường Quốc lập Trung ương Đại học, Nam Kinh Đại học, kết thân với một đồng liêu là văn sĩ Ba Kim. Họ cùng gia nhập Đoàn Thanh niên Cộng sản Trung Quốc.
Khoảng nửa sau năm 1925, Hồ Phong được nhận vào hệ Trung Văn của trường Bắc Kinh Đại học. Đến năm 1926 lại chuyển sang hệ Tây Dương Văn Học của trường Thanh Hoa Đại học. Ông bắt đầu tham gia tích cực hơn trong các bút nhóm.
Khi chiến tranh Bắc phạt bùng nổ, Hồ Phong ngừng học để trở về Hồ Bắc tham gia các cuộc đấu tranh lật đổ giới quân phiệt cát cứ. Sau khi cách mạng thất bại, ông trốn sang Vũ Hán. Giai đoạn này chứng kiến các cuộc tranh trừng cộng sản tàn khốc của chính phủ Quốc Dân, cho nên Hồ Phong nằm trong số những người bị ngờ vực tiếp tay cho chiến dịch trấn áp. Mãi đến năm 1985 thì ông mới được bộ Công An và đích thân chủ tịch Hồ Cẩm Đào minh oan.
Vào năm 1929, Hồ Phong sang Nhật Bản học Anh văn tại trường Đại học Khánh Ưng, tích cực tham gia nghiên cứu nghệ thuật, đã gia nhập Trung Quốc tả dực tác gia liên minh và Đảng Cộng sản Nhật Bản. Tháng 3 năm 1933, Hồ Phong bị trục xuất vì tội truyền bá chủ nghĩa Marx và chống chiến tranh đế quốc. Ông đến Thượng Hải tiếp tục hoạt động trong trào lưu văn học cánh tả.
Năm 1938, Hồ Phong được bầu vào ban chấp hành Trung Hoa Toàn quốc Văn nghệ giới Kháng địch Hiệp hội. Bấy giờ, ông đang là giáo sư trường Phục Đán Đại học.
Vào năm 1949, sau khi nước Cộng hòa Nhân dân Trung Hoa thành lập, Hồ Phong được bổ nhiệm làm ủy viên Trung Quốc Văn học nghệ thuật giới Liên hiệp hội và lý sự Trung Quốc Tác gia Hiệp hội.
Từ năm 1951, tư cách tác gia của Hồ Phong liên tục bị chỉ trích trên khắp các tờ báo trung ương. Đến năm 1955 thì chính chủ tịch Mao Trạch Đông phê phán ông là "phần tử phản cách mạng" trên Nhân dân Nhật báo, ngày 18 tháng 5 thì ông bị bắt cùng rất nhiều người khác. Hồ Phong bị kết án tù chung thân 14 năm, sau giảm xuống còn 10 năm. Suốt thời gian ấy, phu nhân Mai Chí đã đến đồng cam cộng khổ với ông ở nơi giam cầm.
Mãi đến năm 1979, khi phong trào Cách mạng Văn hóa bị dẹp, Hồ Phong mới được chứng minh là hoàn toàn trong sạch. Ông được phục hồi tất cả các tư cách chính trị và văn học trước khi bị tống giam. Hồ Phong tạ thế vì bệnh ung thư vào ngày 8 tháng 6 năm 1985 tại Bắc Kinh.